# Ronnebyån
Der Ronnebyån ist ein 85 km langer Fluss in den Provinzen Kronobergs län und Blekinge län im äußersten Süden Schwedens und mündet in die Ostsee.
Der Fluss bildet den Abfluss des Rottnen, einem See im Süden von Småland in der Gemeinde Lessebo. Diesen verlässt er an dessen südöstlichem Ufer. Anschließend durchfließt er die kleineren Seen Knäsjön, Veden und Viren, den Ort Kallinge und die Stadt Ronneby. Nach überwiegend südlichem Lauf mündet er südlich von Ronneby in die Ostsee.
Das Einzugsgebiet des Ronnebyån umfasst 1112,7 km². Sein mittlerer Abfluss an der Mündung liegt bei 8 m³/s.